# Pelitbüküsekecek, Alaçam
Pelitbüküsekecek là một xã thuộc huyện Alaçam, tỉnh Samsun, Thổ Nhĩ Kỳ. Dân số thời điểm năm 2010 là 345 người.